# Dovolena narkotika
Dovolena Narkotika, česká kapela z okolí Vsetína, hrající punk/rock/pop. Na svém kontě má dvě studiová alba, "Můžeš za to ty?!" z roku 2005 a "Místo naší pláže" vydané 2010. Počátky skupiny sahají do přelomu let 2003/2004, kdy se zformovala prvotní sestava.

## Historie

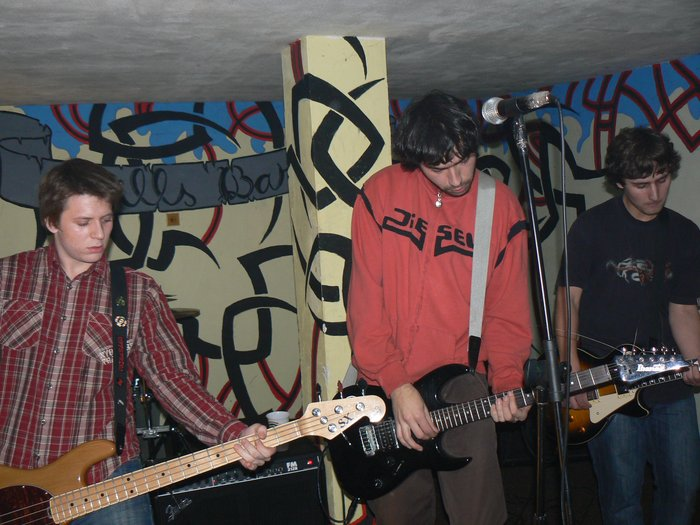
Dovolena Narkotika, koncert ve vsetínském Hills Baru, 22.12.2007

Původ kapely se dá vystopovat do zimy 2004, když se dali dohromady Jožin (zpěv, kytara) a Štěpa (bicí). Po čase se přidal baskytarista Mira a kapela začala zkoušet v areálu karolinské školky. Bohužel tento objekt museli po krátké době opustit a najít stálou zkušebnu jim následně trvalo léta. Časté změny a nemožnost zkoušení také stály za několika obdobími, kdy kapela nevykazovala koncertní činnost. V této prvotní tříčlenné sestavě natočili na podzim roku 2005 své první oficiální album Můžeš za to ty?!. Dovolena narkotika se v tomto období zatím marně shánějí po druhém kytaristovi.

### Můžeš za to ty?!
První deska skupiny se natáčela během konce léta 2005 ve vsetínském studiu Pro-marts. Samotnému nahrávání předcházelo vytvoření dema během letních prázdnin a po asi měsíčních úpravách se Narkotika pustili do natočení debutu. Touto dobou zkoušela skupina ve vsetínském Alcedu. Obal i artwork desky má na svědomí Michal Orság. Skupina také natáčela klip k písni Není co zničit, bohužel ten se nikdy nedočkal plné realizace a vydání, když jeho tvůrce přestal se skupinou spolupracovat a ani jí nedodal natočený materiál. Za zmínku stojí, že na album se nedostala jedna z připravených písniček, a to konkrétně skladba Zdraví tě realita. Pokřtění desky se odehrálo ve vsetínském klubu Hills bar. Po vydání Můžeš za to ty?! se v kapele odehrály první podstatné personální změny, kdy po dobu asi jednoho roku s uskupením hrál jako druhý kytarista Laďa Adámek, který ovšem kapelu později opustil kvůli studiu na vysoké škole. Ze stejného důvodu odešel také bubeník Štěpa, kterého zastoupil Dandy z formace Nášlapná mina. Aby byl kolotoč změn kompletní, post druhé kytary zaujal Šíša a skupina tak dostala tvář, kterou se prezentovala následující roky. Bohužel na kapelu opět dolehly problémy se zkušebnou a s tím zmiňovaný útlum.

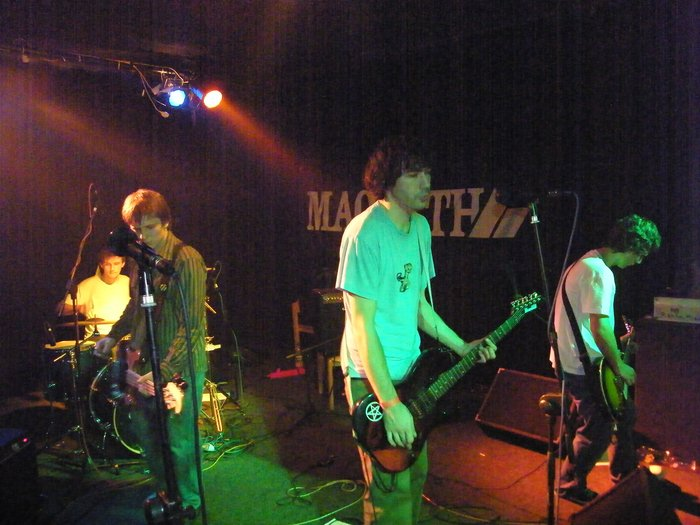
Dovolena Narkotika, koncert v klubu 3 Opice, 26.10.2008

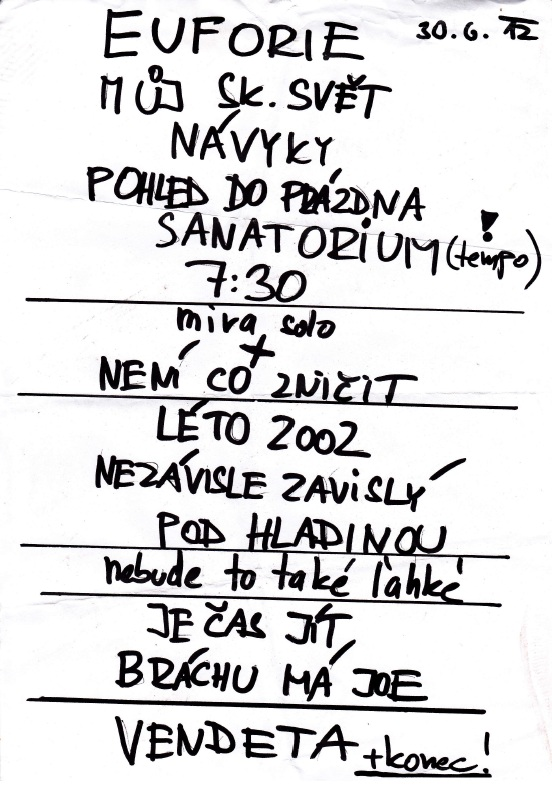
Playlist skupiny z koncertu v Karolince 30.6. 2012

V roce 2007 skupina natočila ve vsetínském studiu Pro-marts skladbu "Pod hladinou", kterou nejprve umístila na svůj bandzone.cz profil a posléze se dostala i na druhé album "Místo naší pláže". Původní plán byl vydat desku v následujícím roce, bohužel se to podařilo až o dva roky později.

### Místo naší pláže

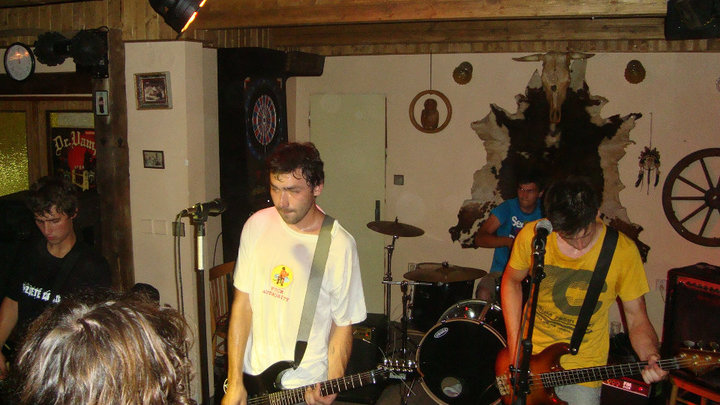
Dovolena Narkotika v období po vydání alba Místo naší pláže, 2010

Dovolena narkotika v nové sestavě fungovali až do roku 2010, kdy došlo k dalším personálním změnám. Těm ovšem předcházelo natočení druhé desky, která dostala název “Místo naší pláže.” Deska se rodila pomalu a i samotné nahrávání a mixování desky zabralo téměř rok (červen 2009 - květen 2010) a probíhalo ve slavičínském studiu Unart. Na začátek desky skupina umístila intro v podobě krátkého rozhovoru dvou postav z filmu Anděl exit. Po dokončení nahrávacího procesu opustil kapelu bubeník Dandy, který nebyl spokojen a nepohodl se s ostatními členy. Na jeho místo nastoupil Tomáš. Nebyla to však poslední změna, v létě kapelu opustil také zakládající člen Mira. Za jeho odchodem stály časové důvody a nemožnost věnovat se kapele a všemu ostatnímu naplno. I za něj se však téměř okamžitě našla náhrada v podobě baskytaristy Lukáše. Oficiální křest se odehrál v Halenkovském klubu Moštárna, 23. října 2010.
Začátkem června 2010 kapela vypustila do světa nový videoklip k písni Vendeta. Tento klip se natáčel v Malenovicích u Zlína a za jeho zrozením stojí bratři Žákovi.
Klip Vendeta na serveru YouTube.
Deska "Místo naší pláže" byla serverem ipunk.cz vybrána v rubrice Desky roku 2010: Osobní tipy redaktorů. Již dříve byla na stejných webových stránkách nominována mezi nejlepší české a slovenské desky, do užšího výběru se ovšem nedostala.

### Současnost
Kapela hrála po vydání své druhé desky spíše sporadicky a to zejména z časových důvodů. Během roku 2012 se udály další významné personální obměny. Kytarista Šíša odešel a jeho místo zaujal do kapely navrátivší se ex-baskytarista Mira. Později kapela vyhodila také bubeníka Tomáše, kterého nahradil bývalý člen kapely Szkrat, Andree. Dovolena narkotika také nahráli novou skladbu "Malé zkurvené město", kterou uvedli během léta 2012 na svých bandzone.cz stránkách. V současnosti kapela opět koncertuje ze všech sil a pomalu pracuje na novém materiálu.
Více o kapele se dozvíte na http://www.bandzone.cz/dovolenanarkotika, kde si také můžete debut "Můžeš za to ty?!" zadarmo stáhnout.

## Členové

### Současní
- Jožin - zpěv, kytara
- Mira - kytara (2003 - 2010 na postu baskytary)
- Andree - bicí
- Lukáš - baskytara

### Dřívější
- Šíša - kytara (2007 - 2012)
- Laďa - kytara (2006)
- Štěpa - bicí (2003 - 2007)
- Dandy - bicí (2007 - 2010)
- Tomáš - bicí (2010 - 2012)

## Diskografie

### 2005 –Můžeš za to ty?!
1) Bráchu má joe 3:13

2) 7:30 2:54

3) Není co zničit 3:44

4) Nejsi sám 3:40

5) Můj skutečný svět 2:40

6) A.S.T.A. 2:08

7) Sanatorium 4:19

8) Euforie 2:18

9) Pohled do prázdna 4:28

10) Je čas jít 3:37

### 2010 –Místo naší pláže
1) Intro + Vendeta 3:47

2) Nezávisle závislý 3:27

3) Léto 2:53

4) Separační song 4:06

5) Návyky 3:44

6) Bazén 3:23

7) Exit 2:03

8) Pod hladinou 2:34

9) Návyky 3:14

10) Ela 2:38